# Mallorca Challenger
Il Mallorca Challenger è stato un torneo professionistico di tennis giocato su campi in terra rossa. Faceva parte dell'ATP Challenger Series. Si giocava annualmente a Palma di Maiorca in Spagna.

## Albo d'oro

### Singolare
| Anno | Campione         | Finalista       | Punteggio |
| ---- | ---------------- | --------------- | --------- |
| 1996 | Dominik Hrbatý   | Dirk Dier       | 6–3, 6–2  |
| 1997 | Álex López Morón | Orlin Stanojčev | 6–4, 6–4  |

### Doppio
| Anno | Campioni                        | Finalisti                  | Punteggio |
| ---- | ------------------------------- | -------------------------- | --------- |
| 1996 | Cristian Brandi Filippo Messori | Dominik Hrbatý David Škoch | 7–6, 6–2  |
| 1997 | Massimo Ardinghi Guillaume Marx | Devin Bowen Tamer El Sawy  | 6–3, 6–2  |